# 이천양정여자중학교
이천양정여자중학교(利川養貞女子中學校)는 대한민국 경기도 이천시 관고동에 있는 사립 중학교이다.

## 학교 연혁
- 1946년 10월 15일 : 이천군 이천읍 중리 250번지에서 개교(신입생 37명)
- 1947년 10월 22일 : 제1대 김동옥 목사 학교장으로 취임
- 1949년 3월 28일 : 학교법인 양정학원을 설립하고 초급중학교로 정식인가
- 1949년 7월 12일 : 제1회 졸업식(36명)
- 1979년 6월 23일 : 중학교 교사(철근 콘크리트 4층 20교실) 신축 준공
- 1983년 1월 25일 : 정암관(대강당 877,41평) 낙성봉헌식
- 1992년 10월 1일 : 중학교 교사 석조 건물을 15개 교실로 증축 기공
- 2014년 2월 3일 : 김성희 이사장 취임
- 2014년 3월 1일 : 경기도교육청 지정 혁신학교 운영 (~2018.2월)
- 2024년 1월 19일 : 제76회 졸업식 졸업생수 174명(총 23,682명)
- 2024년 3월 1일 : 제12대 장남철 교장 취임
- 2024년 3월 4일 : 2024학년도 입학식 신입생수 162명

## 참고 자료
- 이천양정여자중학교 - 한국교육학술정보원 학교알리미